# Burg Berghaupten
Die Burg Berghaupten ist eine abgegangene Höhenburg im Flurgebiet „Am Burgstall“ auf einer 270 m ü. NN hohen südlichen Höhe bei der Gemeinde Berghaupten im Ortenaukreis in Baden-Württemberg. Von der nicht mehr genau lokalisierbaren Burganlage ist nichts erhalten.